# Qabqir (sockenhuvudort i Kina, Inner Mongolia Autonomous Region, lat 39,62, long 106,87)
Qabqir är en sockenhuvudort i Kina. Den ligger i den autonoma regionen Inre Mongoliet, i den norra delen av landet, omkring 430 kilometer väster om regionhuvudstaden Hohhot. Antalet invånare är 16 242. Befolkningen består av 6 623 kvinnor och 9 619 män. Barn under 15 år utgör 9,0 %, vuxna 15-64 år 81 %, och äldre över 65 år 9,0 %.
Runt Qabqir är det ganska tätbefolkat, med 222 invånare per kvadratkilometer. Närmaste större samhälle är Wuhai, 9,0 km nordväst om Qabqir. Trakten runt Qabqir består i huvudsak av gräsmarker.
Genomsnittlig årsnederbörd är 460 millimeter. Den regnigaste månaden är september, med i genomsnitt 82 mm nederbörd, och den torraste är januari, med 1 mm nederbörd.